# SpaceX Crew-8
SpaceX Crew-8 är uppdragsbeteckningen för en bemannad rymdfärd med en Dragon 2-rymdfarkost från SpaceX. Farkosten sköts upp med en Falcon 9-raket från Kennedy Space Center LC-39A den 4 mars 2024. Flygningens destination är den Internationella rymdstationen (ISS).
Farkosten dockade med rymdstationen den 5 mars 2024. 
För att ge plats åt Boeing Crewed Flight Test flyttades farkosten från en dockningsport till en annan dockningsport, den 2 maj 2024.
På grund av problem som uppstod under Boeing Crewed Flight Test, tjänstgjorde Dragon farkosten som livbåt för ytterligare två astronauter, mellan den 6 och 29 september 2024. De båda lämnades kvar på rymdstationen då deras CST-100 Starliner återvände till jorden obemannad.
Farkosten lämnade rymdstationen den 23 oktober 2024, två dagar senare återinträdde den i jordens atmosfär och landade i Mexikanska golfen.

## Besättning
| Befälhavare    | Matthew Dominick, NASA Hans första rymdfärd   |
| Pilot          | Michael R. Barratt, NASA Hans tredje rymdfärd |
| Flygingenjör 1 | Jeanette J. Epps, NASA Hennes första rymdfärd |
| Flygingenjör 2 | Alexander Grebenkin, RSA Hans första rymdfärd |

## Backup
| Befälhavare    | Zena Cardman, NASA        |
| Pilot          | Nick Hague, NASA          |
| Flygingenjör 1 | Stephanie D. Wilson, NASA |
| Flygingenjör 2 | Aleksandr Gorbunov, RSA   |